# Antonio Crescenzio

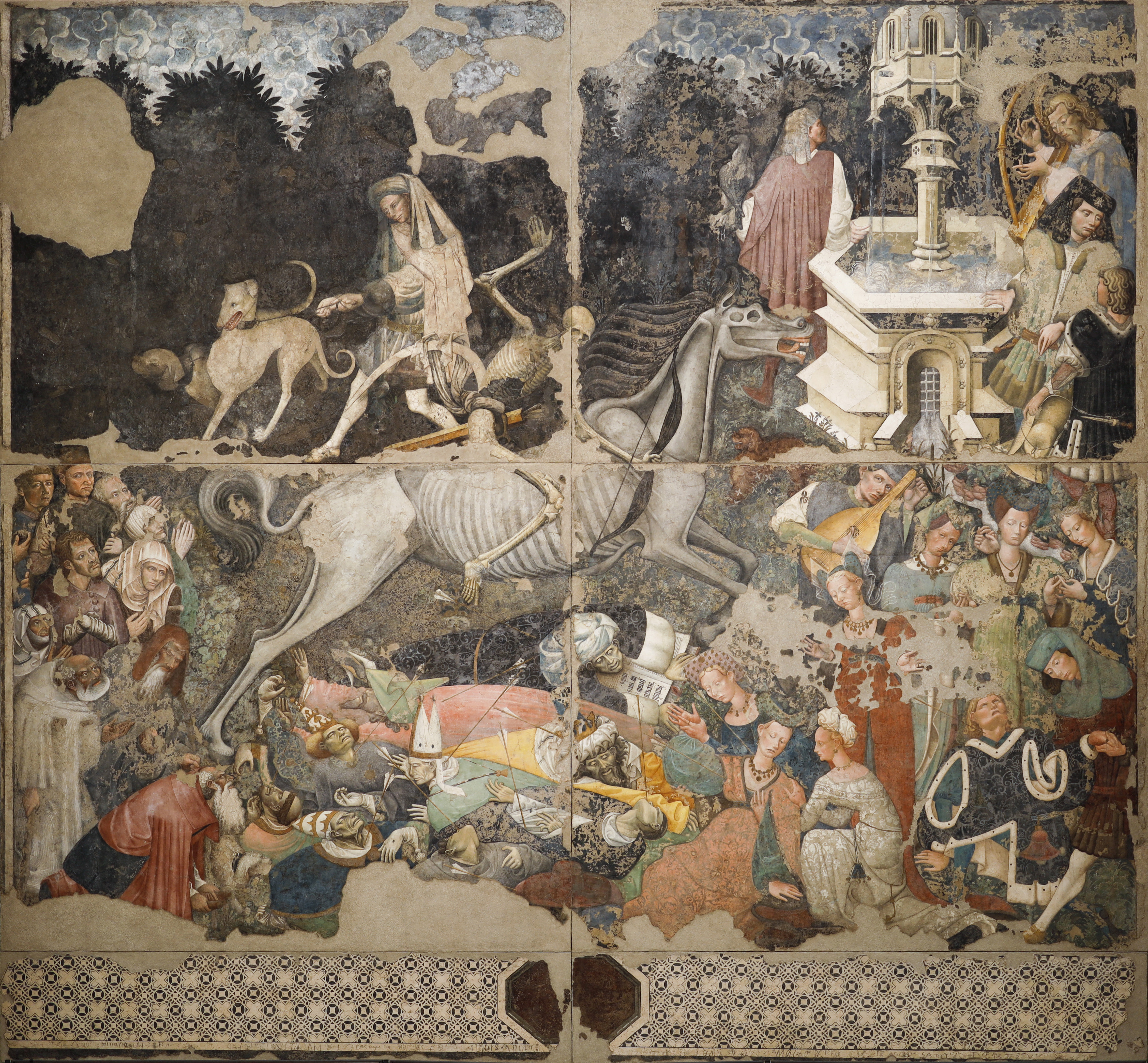
Trionfo della Morte, Galleria regionale di Palazzo Abatellis, Palermo

Antonio Crescenzio (fl. prima metà del XV secolo) è stato un pittore italiano, attivo a Palermo.

## Biografia
Affrescò un grande Giudizio Universale (successivamente andato distrutto) e Gioacchino Di Marzo gli ha attribuito un Trionfo della morte, probabilmente il dipinto Il trionfo della morte di Palermo. De Marzo cita sue opere che vanno dal 1417 al 1466, anche se alcune delle opere successive appartengono probabilmente ad Antonello. Si diceva che fosse un antenato di Antonello Crescenzio, nato all'inizio del XVI secolo, che fu sia scultore che pittore.